# Přenosná toaleta

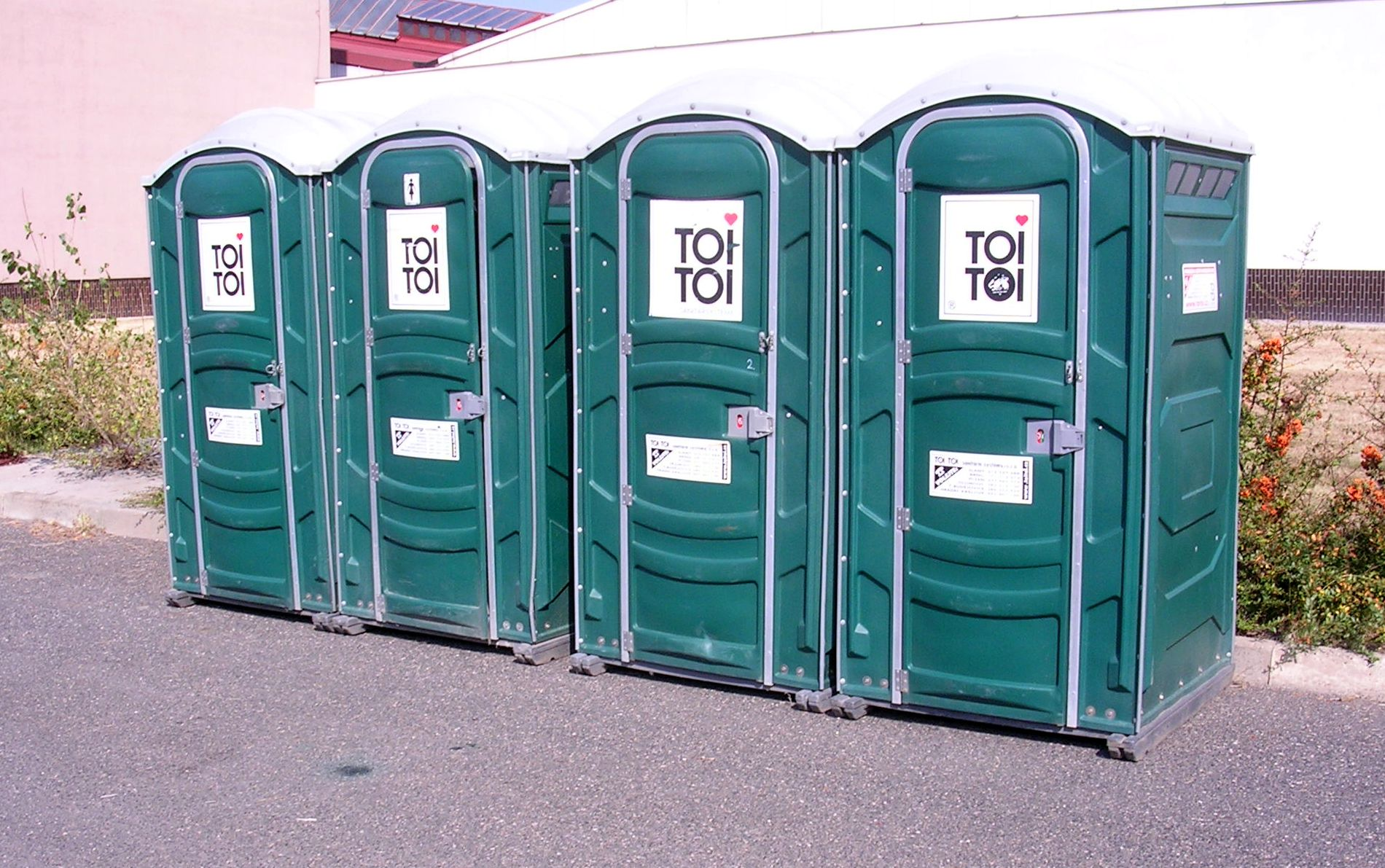
Přenosné toalety v Depu Zličín na Dnu otevřených dveří v roce 2009

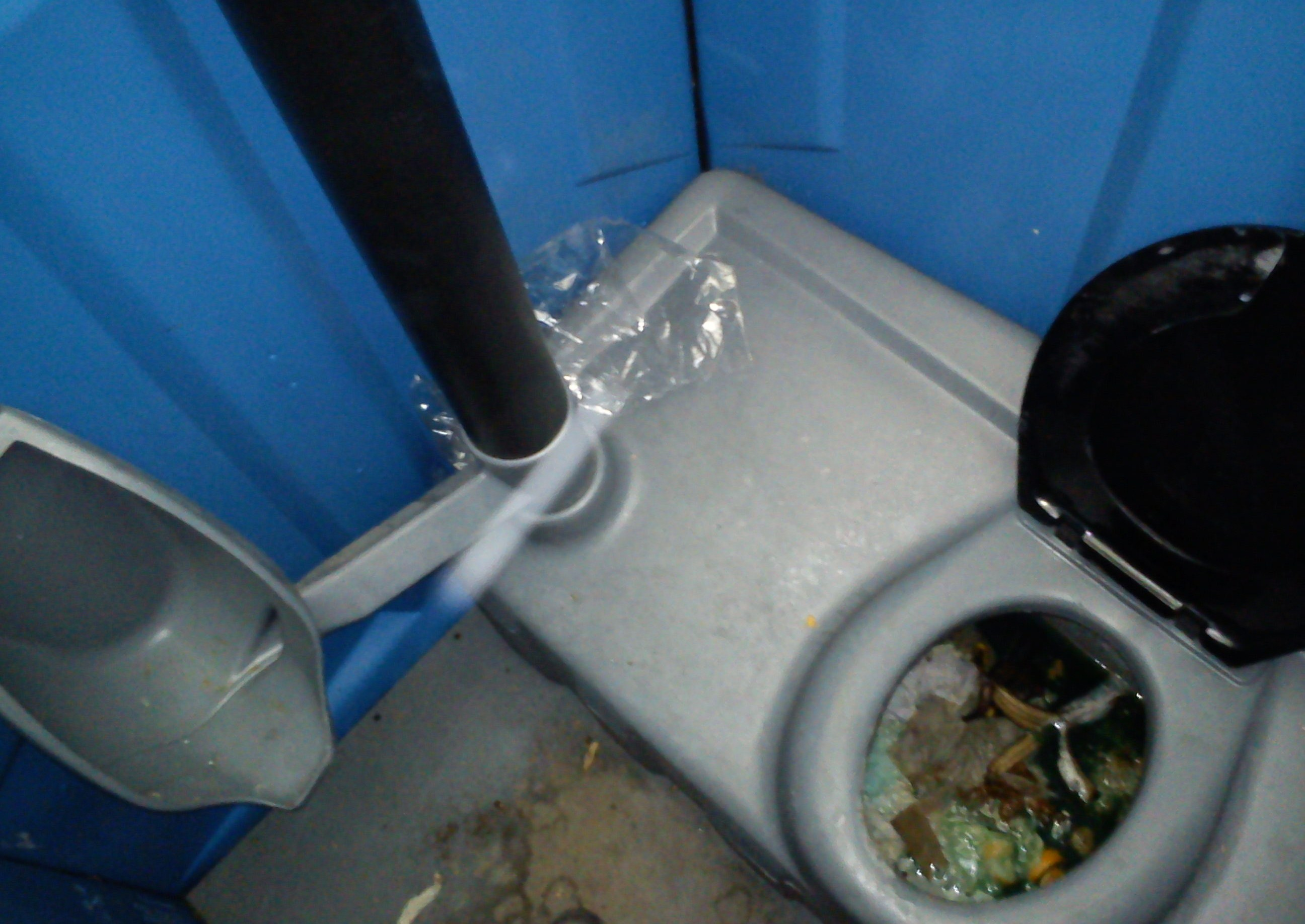
Interiér mobilního záchodu v železniční stanici Wągrowiec v Polsku

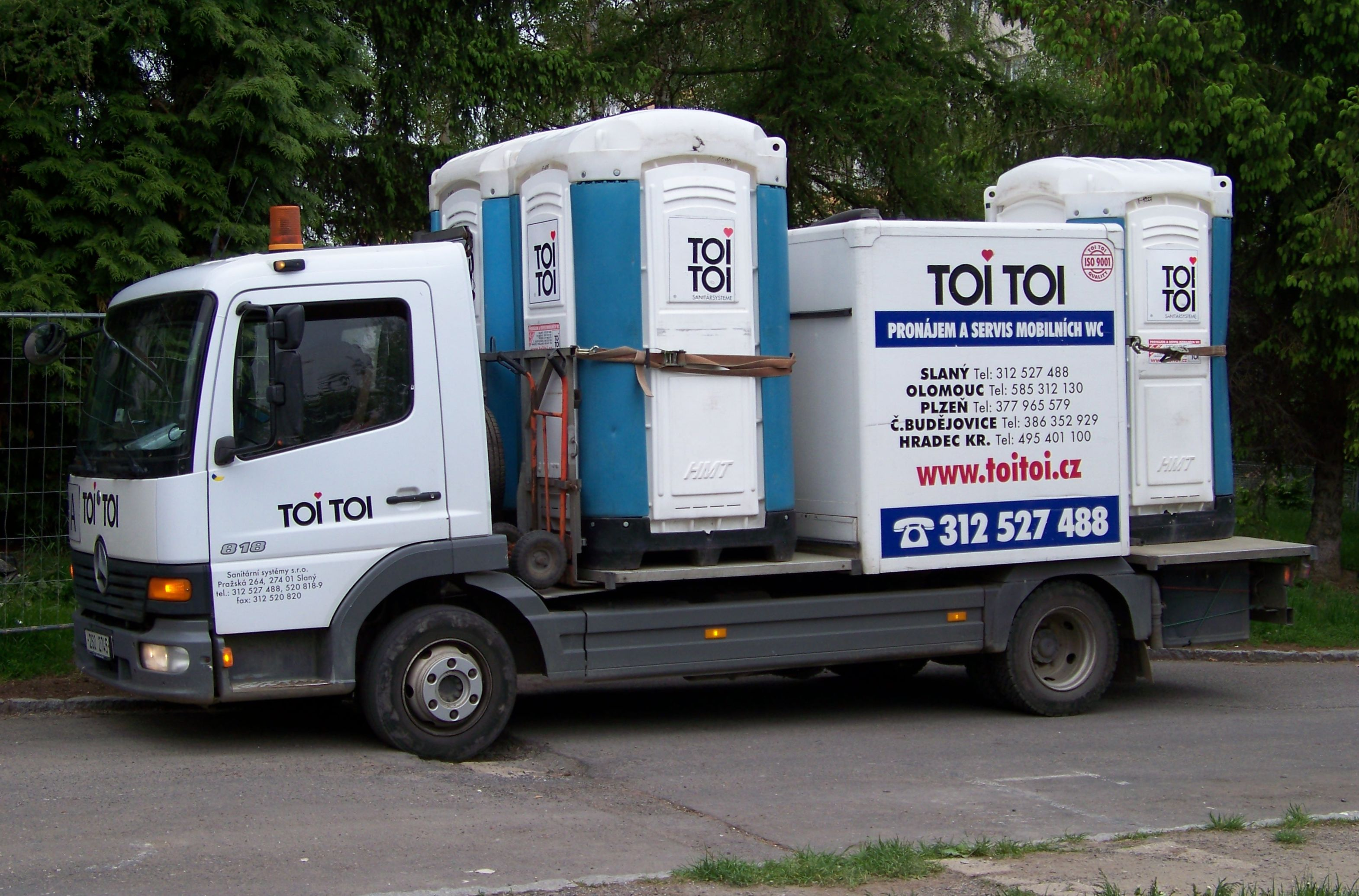
Přeprava mobilních záchodů

Přenosný záchod, též přenosná toaleta, přenosné WC nebo mobilní WC, hovorově toitoika, je záchodová budka, která není pevně zabudována, ale je určena k dočasnému umístění a umožňuje přemístění.
Typický moderní přenosný záchod je vyrobený z plastu a funguje jako chemický záchod, případně kompostovací záchod. Bývá vybaven sedátkem podobným jako v klasické kadibudce, často i pisoárem. Splachování bývá typicky rovněž chemické, spouštěné mechanicky tlakem při otevírání vstupních dveří.
Používá se například pro staveniště nebo pro krátkodobé akce (například festivaly) v místech, kde není dostatečná kapacita stálých záchodů nebo jako náhradní řešení v místech, kam není zaveden vodovod a kanalizace, například u parkovišť, konečných zastávek MHD apod. Někdy se využívají i jako veřejné záchodky například v parcích, u hřišť a podobně. Mimo jednotlivých záchodových budek existují též kontejnerové záchody, které mohou obsahovat i více místností, předsíňku či umývárnu atd.
Kromě přenosných záchodů existují jako forma mobilního záchodu též záchody pojízdné, ve formě automobilového přívěsu, automobilu či autobusu.
V nemocnicích se používá záchodová/toaletní/klozetová židle/křeslo, jíž se hovorově říká gramofon.